# Kishanganj
Kishanganj è una suddivisione dell'India, classificata come municipality, di 85.494 abitanti, capoluogo del distretto di Kishanganj, nello stato federato del Bihar. In base al numero di abitanti la città rientra nella classe II (da 50.000 a 99.999 persone).

## Geografia fisica
La città è situata a 25° 41' 60 N e 86° 57' 0 E e ha un'altitudine di 41 m s.l.m..

## Società

### Evoluzione demografica
Al censimento del 2001 la popolazione di Kishanganj assommava a 85.494 persone, delle quali 46.164 maschi e 39.330 femmine. I bambini di età inferiore o uguale ai sei anni assommavano a 15.062, dei quali 7.713 maschi e 7.349 femmine. Infine, coloro che erano in grado di saper almeno leggere e scrivere erano 45.251, dei quali 27.912 maschi e 17.339 femmine.